# Love & Hip Hop
Love & Hip Hop è un media franchise, formato da diverse serie di reality trasmesse su VH1. I vari show documentano la vita personale e professionale di artisti di musica hip hop e R&B, manager e produttori discografici residenti in varie aree metropolitane degli Stati Uniti. La versione originale in franchising, Love & Hip Hop: New York, è stata presentata in anteprima il 6 marzo 2011.
Il successo dello show ha portato la produzione dello stesso reality in più edizioni ambientate ad Atlanta, Hollywood e Miami.

## Cast
La serie è nota per il suo cast numeroso, che conta almeno 250 persone nelle varie edizioni andate in onda. Sono molte le figure conosciute che vi hanno partecipato, tra cui artisti hip hop come Jim Jones, Remy Ma, Soulja Boy, Waka Flocka Flame, Lil Scrappy, Trina e Trick Daddy e artisti R&B come Ray J e Keyshia Cole Il media franchise è conosciuto anche per il lancio delle carriere di artisti precedentemente poco conosciuti per la loro musica, come K. Michelle, Amara La Negra e Cardi B.

## Trasmissione
Lo show va in onda ininterrottamente dal 15 maggio 2014, quasi ogni lunedì per tutto l'anno su VH1. Negli Stati Uniti, Love & Hip Hop: Atlanta solitamente viene trasmesso in primavera e in estate, seguita poi da Love & Hip Hop: Hollywood in autunno ed infine Love & Hip Hop: New York e Love & Hip Hop: Miami in inverno.
Nei primi mesi del 2020 la produzione del reality si è dovuta fermare a causa della pandemia di COVID-19 forzando così lo stop alla trasmissione del programma per la prima volta in 6 anni.
A maggio 2020, Il reality conta 431 episodi trasmessi da New York, Atlanta, Hollywood e Miami per 28 stagioni totali.

## Accoglienza
La serie ha generato polemiche sin dal suo lancio nel 2011, e viene spesso criticata per la tendenza ad un formato narrativo con delle sceneggiature come quelle di una soap opera. Il reality viene inoltre accusato di creare delle situazioni e delle scene per nulla reali ma programmate dagli sceneggiatori. Tuttavia, si tratta di uno dei franchise più seguiti nella storia della televisione via cavo negli Stati Uniti.

## Stagioni
La tabella sottostante rappresenta il resoconto completo delle stagioni trasmesse dal 2011 ad oggi. 
| Anno | Serie                     | Stagione | Stagione | Première          | Finale            | Media di telespettatori (milioni) |
| ---- | ------------------------- | -------- | -------- | ----------------- | ----------------- | --------------------------------- |
| 2011 | Love & Hip Hop: New York  |          | 1        | 6 marzo 2011      | 16 maggio 2011    | 0,99                              |
| 2011 | Love & Hip Hop: New York  |          | 2        | 14 novembre 2011  | 6 febbraio 2012   | 2,75                              |
| 2012 | Love & Hip Hop: Atlanta   |          | 1        | 18 giugno 2012    | 3 settembre 2012  | 3,25                              |
| 2013 | Love & Hip Hop: New York  |          | 3        | 7 gennaio 2013    | 15 aprile 2013    | 1,93                              |
| 2013 | Love & Hip Hop: Atlanta   |          | 2        | 22 aprile 2013    | 12 agosto 2013    | 3,27                              |
| 2013 | Love & Hip Hop: New York  |          | 4        | 28 ottobre 2013   | 10 febbraio 2014  | 3,06                              |
| 2014 | Love & Hip Hop: Atlanta   |          | 3        | 5 maggio 2014     | 8 settembre 2014  | 3,54                              |
| 2014 | Love & Hip Hop: Hollywood |          | 1        | 15 settembre 2014 | 9 dicembre 2014   | 2,42                              |
| 2014 | Love & Hip Hop: New York  |          | 5        | 15 dicembre 2014  | 13 aprile 2015    | 2,45                              |
| 2015 | Love & Hip Hop: Atlanta   |          | 4        | 20 aprile 2015    | 31 agosto 2015    | 2,91                              |
| 2015 | Love & Hip Hop: Hollywood |          | 2        | 7 settembre 2015  | 7 dicembre 2015   | 2,47                              |
| 2015 | Love & Hip Hop: New York  |          | 6        | 14 dicembre 2015  | 28 marzo 2016     | 2,56                              |
| 2016 | Love & Hip Hop: Atlanta   |          | 5        | 4 aprile 2016     | 8 agosto 2016     | 2,59                              |
| 2016 | Love & Hip Hop: Hollywood |          | 3        | 15 agosto 2016    | 14 novembre 2016  | 2,20                              |
| 2016 | Love & Hip Hop: New York  |          | 7        | 21 novembre 2016  | 27 febbraio 2017  | 2,40                              |
| 2017 | Love & Hip Hop: Atlanta   |          | 6        | 6 marzo 2017      | 17 luglio 2017    | 2,74                              |
| 2017 | Love & Hip Hop: Hollywood |          | 4        | 24 luglio 2017    | 23 ottobre 2017   | 2,02                              |
| 2017 | Love & Hip Hop: New York  |          | 8        | 30 ottobre 2017   | 12 marzo 2018     | 1,81                              |
| 2018 | Love & Hip Hop: Miami     |          | 1        | 1º gennaio 2018   | 19 marzo 2018     | 1,72                              |
| 2018 | Love & Hip Hop: Atlanta   |          | 7        | 19 marzo 2018     | 16 luglio 2018    | 2,05                              |
| 2018 | Love & Hip Hop: Hollywood |          | 5        | 23 luglio 2018    | 19 novembre 2018  | 1,90                              |
| 2018 | Love & Hip Hop: New York  |          | 9        | 26 novembre 2018  | 18 marzo 2019     | 1,41                              |
| 2019 | Love & Hip Hop: Miami     |          | 2        | 2 gennaio 2019    | 25 marzo 2019     | 1,05                              |
| 2019 | Love & Hip Hop: Atlanta   |          | 8        | 25 marzo 2019     | 29 luglio 2019    | 1,62                              |
| 2019 | Love & Hip Hop: Hollywood |          | 6        | 5 agosto 2019     | 23 dicembre 2019  | 1,31                              |
| 2019 | Love & Hip Hop: New York  |          | 10       | 16 dicembre 2019  | 9 marzo 2020      | 1,24                              |
| 2020 | Love & Hip Hop: Miami     |          | 3        | 6 gennaio 2020    | 6 aprile 2020     | 1,13                              |
| 2020 | Love & Hip Hop: Atlanta   |          | 9        | 16 marzo 2020     | 11 maggio 2020    | 1,37                              |
| 2021 | Love & Hip Hop: Atlanta   |          | 10       | 5 giugno 2021     | 11 settembre 2022 | 0,67                              |
| 2021 | Love & Hip Hop: Miami     |          | 4        | 23 agosto 2021    | 10 maggio 2022    | 0,49                              |

## Spin-off
| Anno | Serie                                      | Stagione | Première          | Finale           | Media di telespettatori (milioni) |
| ---- | ------------------------------------------ | -------- | ----------------- | ---------------- | --------------------------------- |
| 2012 | Chrissy & Mr. Jones                        | 1        | 24 settembre 2012 | 12 novembre 2012 | 1,69                              |
| 2013 | Chrissy & Mr. Jones                        | 2        | 28 ottobre 2013   | 16 dicembre 2013 | 2,54                              |
| 2014 | K. Michelle: My Life                       | 1        | 3 novembre 2014   | 8 dicembre 2014  | 1,90                              |
| 2016 | Stevie J & Joseline: Go Hollywood          | 1        | 25 gennaio 2016   | 21 marzo 2016    | 1,92                              |
| 2016 | K. Michelle: My Life                       | 2        | 25 gennaio 2016   | 28 marzo 2016    | 1,72                              |
| 2016 | Leave It to Stevie                         | 1        | 19 dicembre 2016  | 6 febbraio 2017  | 1,80                              |
| 2016 | K. Michelle: My Life                       | 3        | 19 dicembre 2016  | 6 febbraio 2017  | 1,54                              |
| 2018 | Leave It to Stevie                         | 2        | 26 marzo 2018     | 30 aprile 2018   | 1,23                              |
| 2018 | Remy & Papoose: Meet the Mackies           | 1        | 1º ottobre 2018   | 15 ottobre 2018  | 0,97                              |
| 2021 | VH1 Family Reunion: Love & Hip Hop Edition | 1        | 8 febbraio 2021   | 22 marzo 2021    | 0,47                              |
| 2021 | VH1 Family Reunion: Love & Hip Hop Edition | 2        | 13 dicembre 2021  | 14 febbraio 2022 | 0,53                              |
| 2022 | VH1 Family Reunion: Love & Hip Hop Edition | 3        | 28 novembre 2022  |                  |                                   |

## Episodi speciali
| Anno | Edizione speciale                                         | Serie                                      | Stagione | Trasmissione      | Telespettatori (milioni) |
| ---- | --------------------------------------------------------- | ------------------------------------------ | -------- | ----------------- | ------------------------ |
| 2012 | Love & Hip Hop Atlanta: Dirty Little Secrets              | Love & Hip Hop: Atlanta                    | 1        | 16 dicembre 2012  | 1,22                     |
| 2013 | 40 Greatest Love & Hip Hop Moments                        | Love & Hip Hop: New York                   | 4        | 24 ottobre 2013   | N.D.                     |
| 2015 | Love & Hip Hop Live: The Wedding                          | Love & Hip Hop: New York                   | 5        | 25 maggio 2015    | 2,04                     |
| 2015 | Love & Hip Hop: Out in Hip Hop                            | Love & Hip Hop: Hollywood                  | 2        | 19 ottobre 2015   | 1,50                     |
| 2017 | Love & Hip Hop Atlanta: Joseline's Special Delivery       | Love & Hip Hop: Atlanta                    | 6        | 1º maggio 2017    | 2,18                     |
| 2017 | Love & Hip Hop Atlanta: Dirty Little Secrets 2            | Love & Hip Hop: Atlanta                    | 6        | 10 maggio 2017    | 1,05                     |
| 2017 | Love & Hip Hop Hollywood: Dirty Little Secrets            | Love & Hip Hop: Hollywood                  | 4        | 3 luglio 2017     | 1,51                     |
| 2017 | Love & Hip Hop New York: Dirty Little Secrets             | Love & Hip Hop: New York                   | 8        | 18 ottobre 2017   | 0,70                     |
| 2017 | Remy & Papoose: A Merry Mackie Holiday                    | Love & Hip Hop: New York                   | 8        | 18 dicembre 2017  | 1,23                     |
| 2018 | Love & Hip Hop: The Love Edition                          | Love & Hip Hop: New York                   | 8        | 12 febbraio 2018  | 1,25                     |
| 2018 | Love & Hip Hop Hollywood: Ray J & Princess' Labor of Love | Love & Hip Hop: Hollywood                  | 5        | 24 settembre 2018 | 1,31                     |
| 2019 | Love & Hip Hop Awards: Most Certified                     | Love & Hip Hop: Atlanta                    | 8        | 1º aprile 2019    | 0,99                     |
| 2019 | 40 Greatest Love & Hip Hop Moments: The Reboot            | Love & Hip Hop: Atlanta                    | 8        | 8 aprile 2019     | 0,80                     |
| 2021 | Love & Hip Hop: Secrets Unlocked                          | VH1 Family Reunion: Love & Hip Hop Edition | 1        | 4 gennaio 2021    | 0,40                     |
| 2021 | Love & Hip Hop: It's a Love Thing                         | VH1 Family Reunion: Love & Hip Hop Edition | 1        | 1º febbraio 2021  | 0,31                     |
| 2021 | Love & Hip Hop Atlanta: Inside the A                      | Love & Hip Hop: Atlanta                    | 10       | 28 giugno 2021    | 0,44                     |
| 2021 | Love & Hip Hop Miami: Inside the 305                      | Love & Hip Hop: Miami                      | 4        | 16 agosto 2021    | 0,53                     |
| 2022 | Love & Hip Hop: Lineage to Legacy                         | VH1 Family Reunion: Love & Hip Hop Edition | 2        | 7 febbraio 2022   | 0,31                     |
| 2022 | Love & Hip Hop: Where Are They Now?                       | Love & Hip Hop: Atlanta                    | 10       | 31 ottobre 2022   | 0,27                     |

## Riconoscimenti
| Anno | Premio                | Show nominato             | Categoria                 | Risultato       |
| ---- | --------------------- | ------------------------- | ------------------------- | --------------- |
| 2018 | MTV Movie & TV Awards | Love & Hip Hop            | Miglior reality franchise | Candidato/a     |
| 2019 | MTV Movie & TV Awards | Love & Hip Hop: Atlanta   | Miglior reality Royalty   | Vincitore/trice |
| 2019 | MTV Movie & TV Awards | Love & Hip Hop: Hollywood | Best Meme-able Moment     | Candidato/a     |